# Ботанический сад (Берлин)

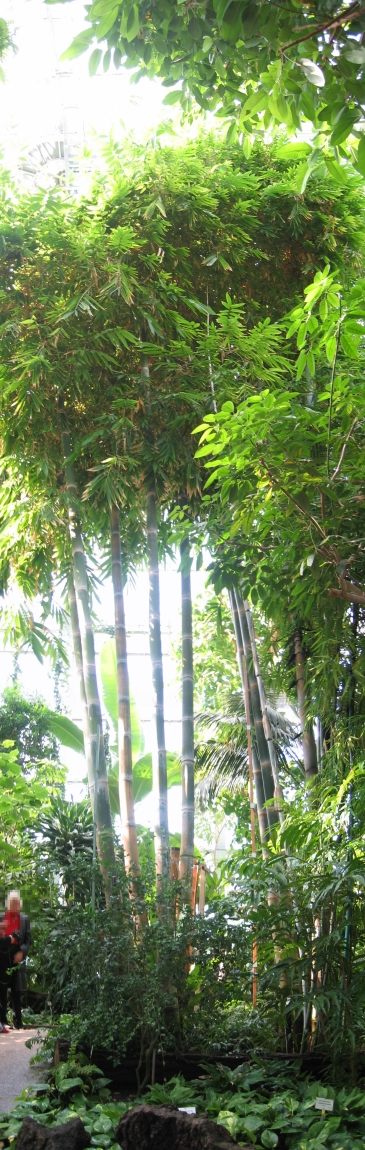
Гигантский бамбук в Большой оранжерее

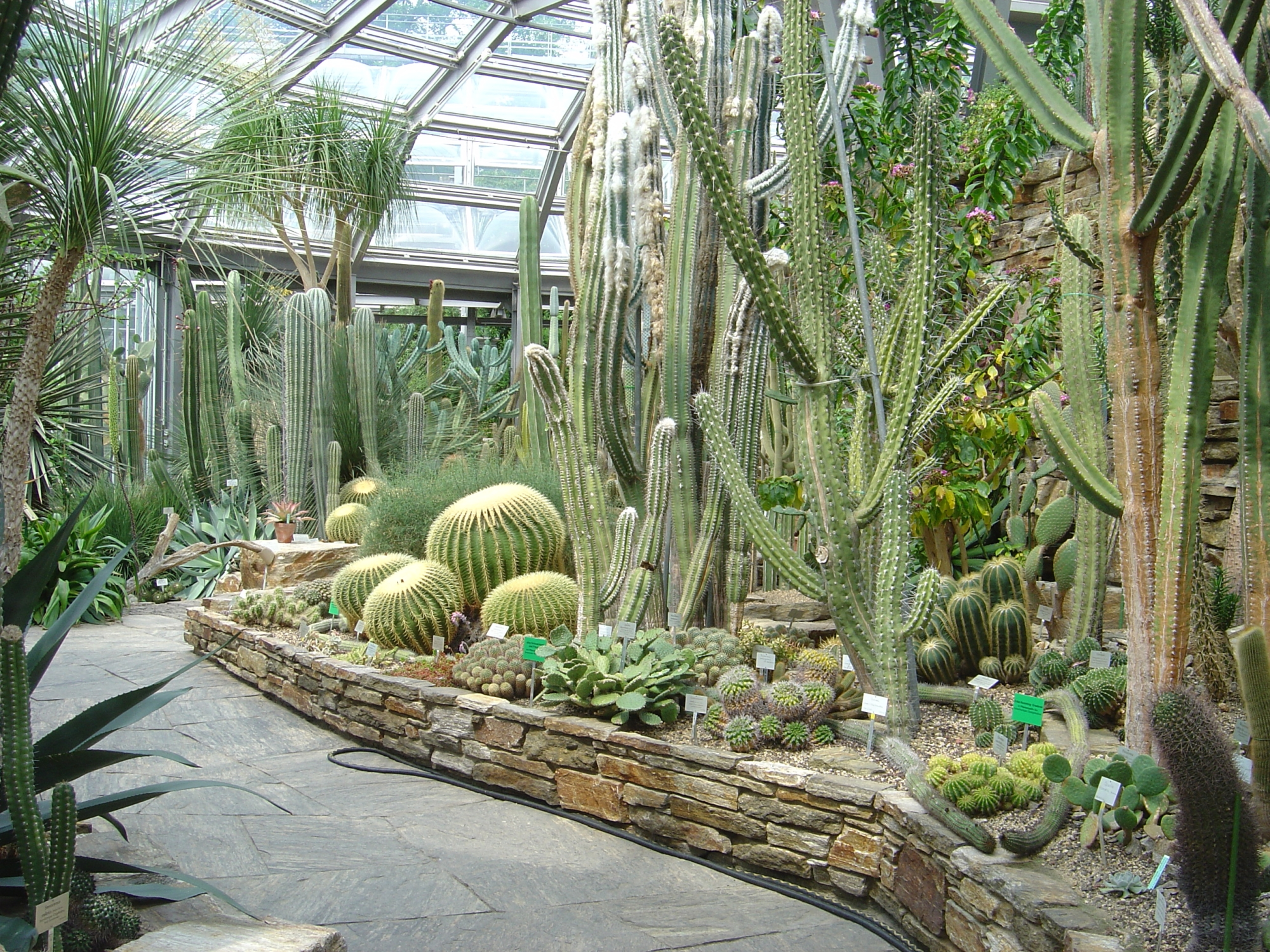
Оранжерея кактусов

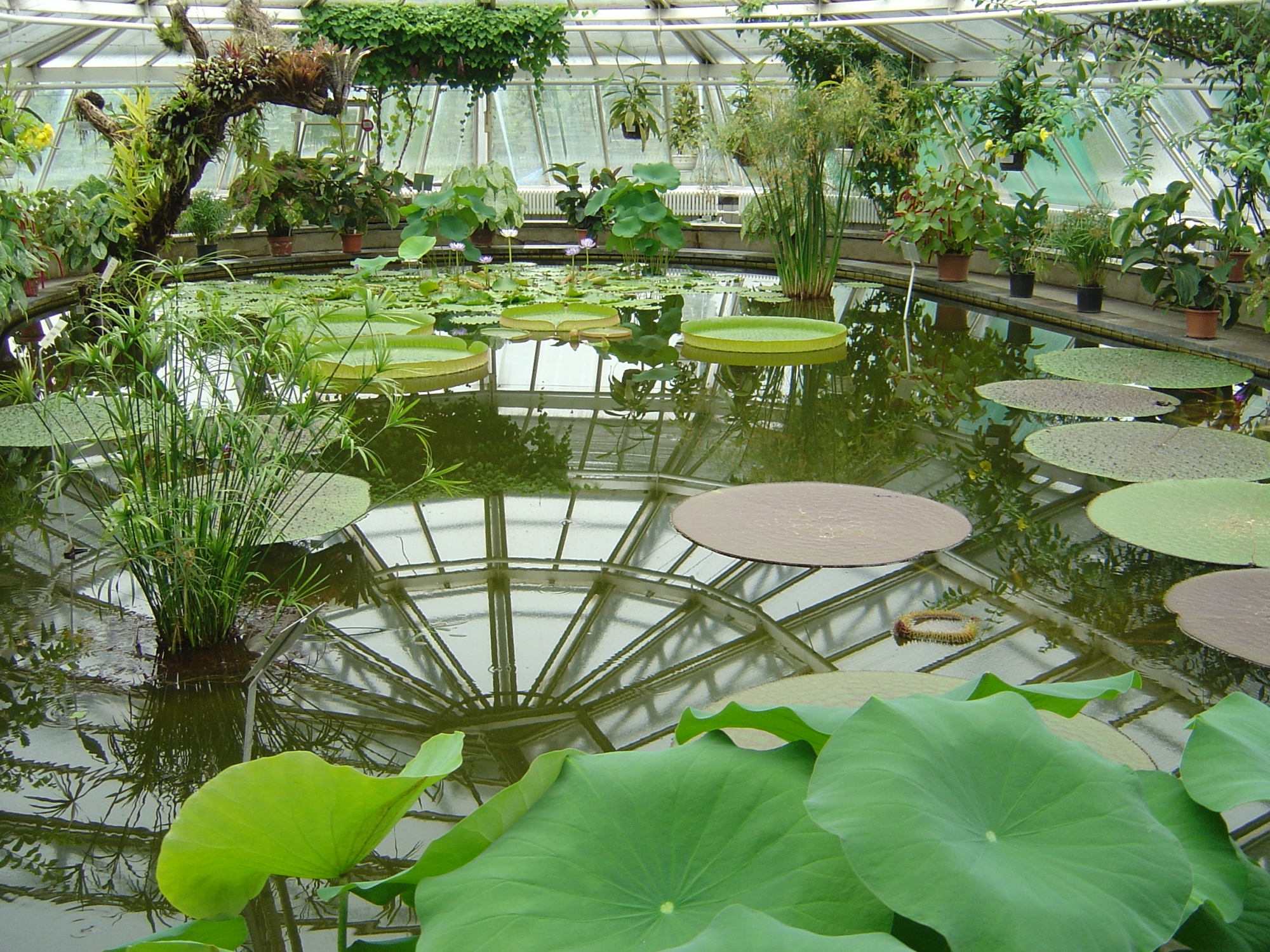
Оранжерея «Виктории»

Берли́нский ботани́ческий сад — один из крупнейших и старейших ботанических садов Европы и мира.
Полное название — Ботанический сад и ботанический музей Берлин-Далем (нем.  Botanischer Garten und Botanisches Museum Berlin-Dahlem); это комплексное научно-исследовательское, учебно-вспомогательные и культурно-просветительное учреждение, в основе которого — обширная коллекция примерно из 22 тысяч живых растений, размещённых на территории около 43 га.
Основная коллекция сада располагается в Лихтерфельде — районе Берлина, входящем в состав административного округа Штеглиц-Целендорф на юго-западе города. Слово «Далем» в названии — не более чем исторический реликт, отсылающий ко времени основания Ботанического сада на территории Королевского хозяйства Далем. Западная граница современной территории сада — это одновременно и граница районов Лихтерфедьде и Далем.
Основные здания ботанического сада были спроектированы и возведены в период между 1897 и 1910 годами под наблюдением Адольфа Генриха Густава Энглера (1844—1930), крупного немецкого ботаника второй половины XIX — первой трети XX века. По последней воле Энглера, он захоронен в созданном им саду.

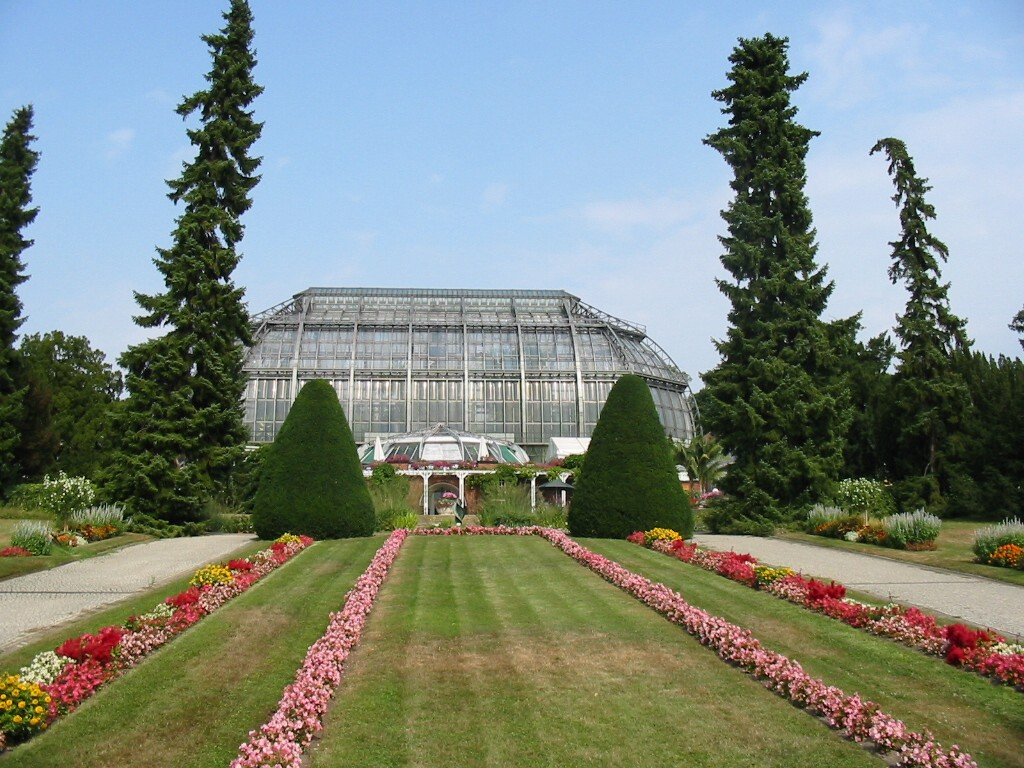
Главная ось в Итальянском саду с тропической оранжереей на заднем плане

## Структура учреждения
Изначально научно-исследовательский комплекс в Далеме возводился для размещения экзотических растений, привозимых немецкими учёными из дальних экспедиций, в том числе из германских колоний.
Как юридическое лицо в настоящее время Берлинский ботанический сад входит в систему учреждений Свободного университета Берлина и включает в себя Ботанический музей с крупнейшим гербарием (лат. Herbarium Berolinense) и фундаментальную научную библиотеку.
Помимо зданий научно-исследовательского назначения комплекс построек ботанического сада включает и ряд оранжерей. Общая площадь оранжерей и теплиц составляет 6000 м². Помимо них на площади около 43 га культивируются растения открытого грунта, упорядоченно рассаженные в соответствии с их географическим происхождением. Дендрарий ботанического сада занимает площадь 14 га.

## Транспорт

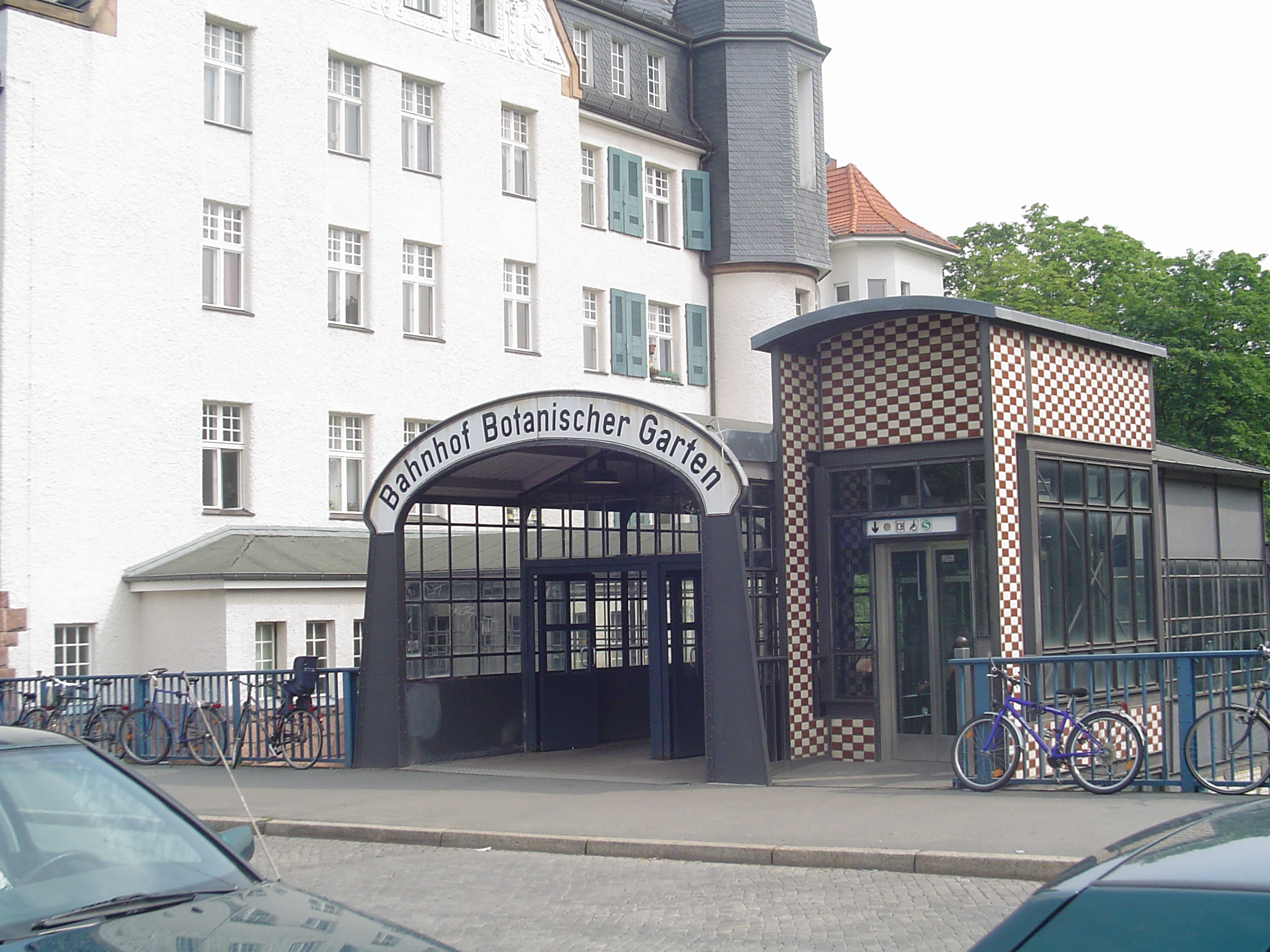
Вход на станцию «Ботанический сад» берлинской городской электрички

## Коллекция

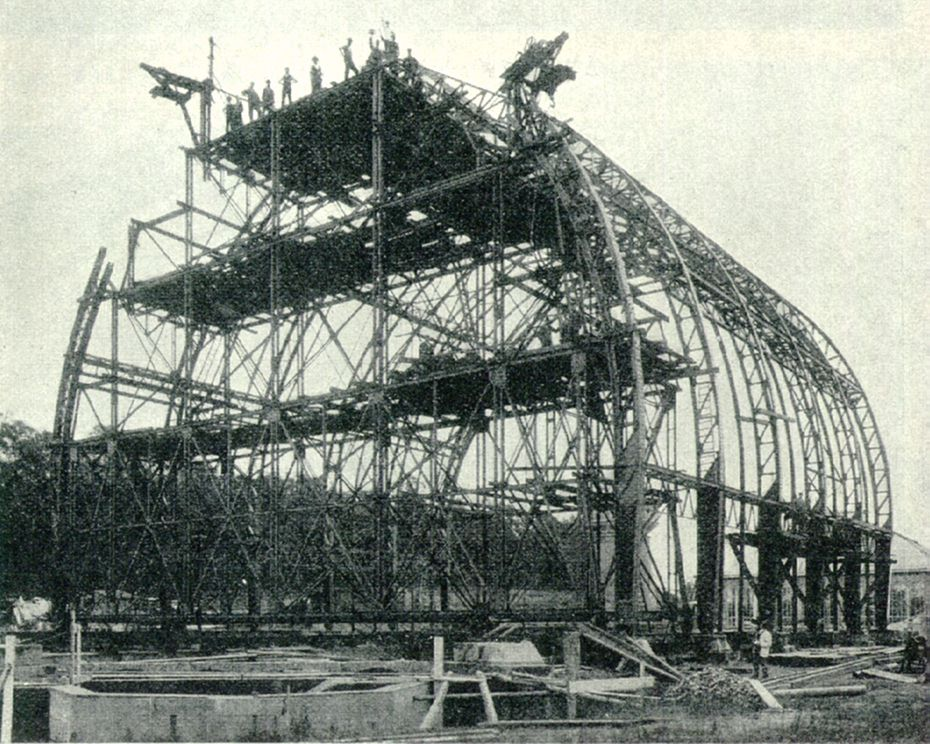
Строительство Большой оранжереи (1905)

Оранжереи Берлинского ботанического сада, например, павильон кактусов. Широко известен нем. Victoriahaus — оранжерея с бассейном для гигантской виктории амазонской (Victoria amazonica), по имени которой и названа эта оранжерея. Не меньшее внимание посетителей сада привлекают коллекции орхидей и экзотических насекомоядных растений .
Большая Тропическая оранжерея (нем. Das Große Tropenhaus) на момент своей постройки стала самым крупным из подобных сооружений в мире. Это 25-метровая конструкция из стекла и стали, с фундаментом размером 30×60 метров. Во всём этом объёме (более 40 тыс. кубометров) поддерживается постоянная температура 30 °C и высокая влажность воздуха. Помимо прочих тропических растений, в этой оранжерее растёт гигантский бамбук.

## История

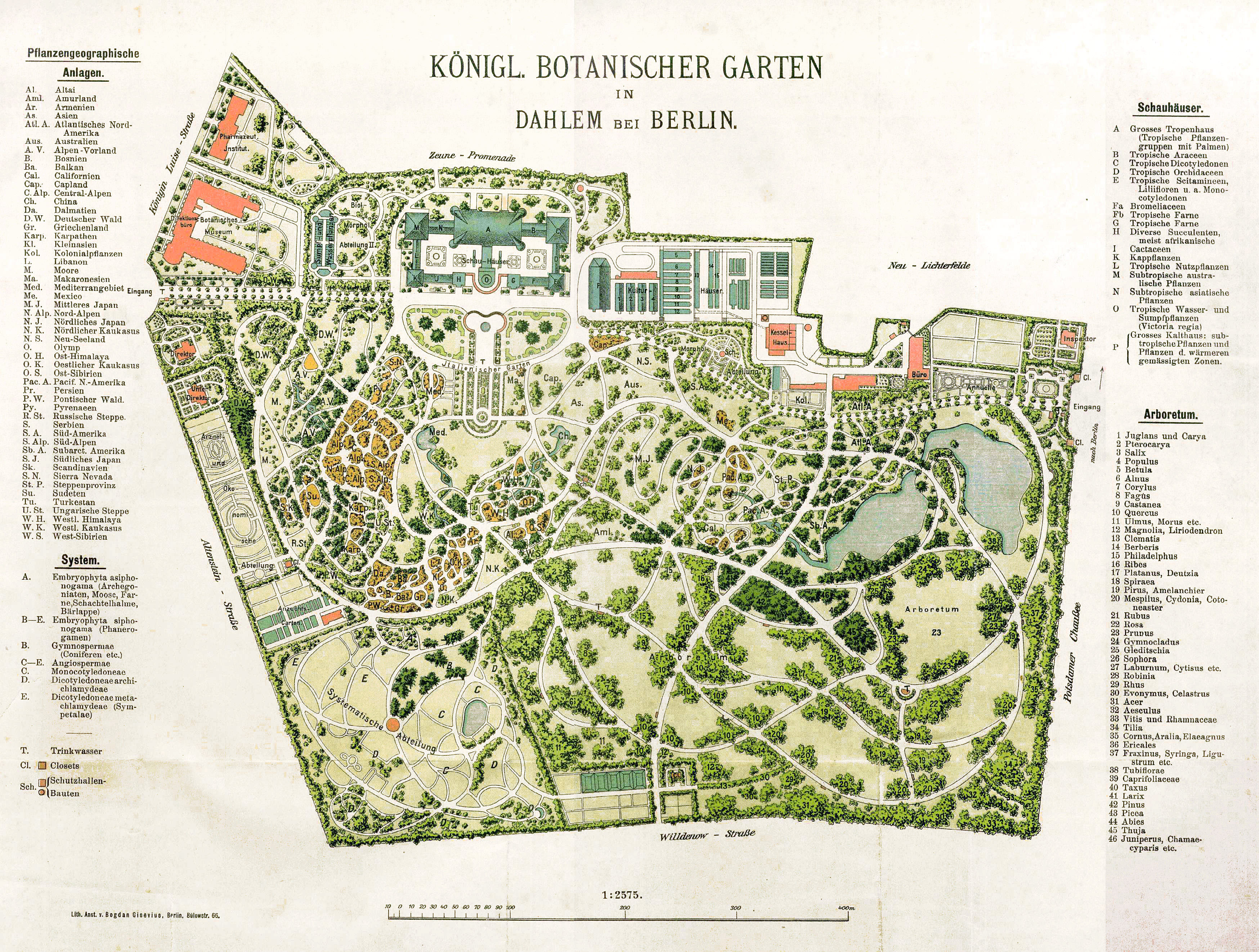
План Берлинского ботанического сада в начале XX века

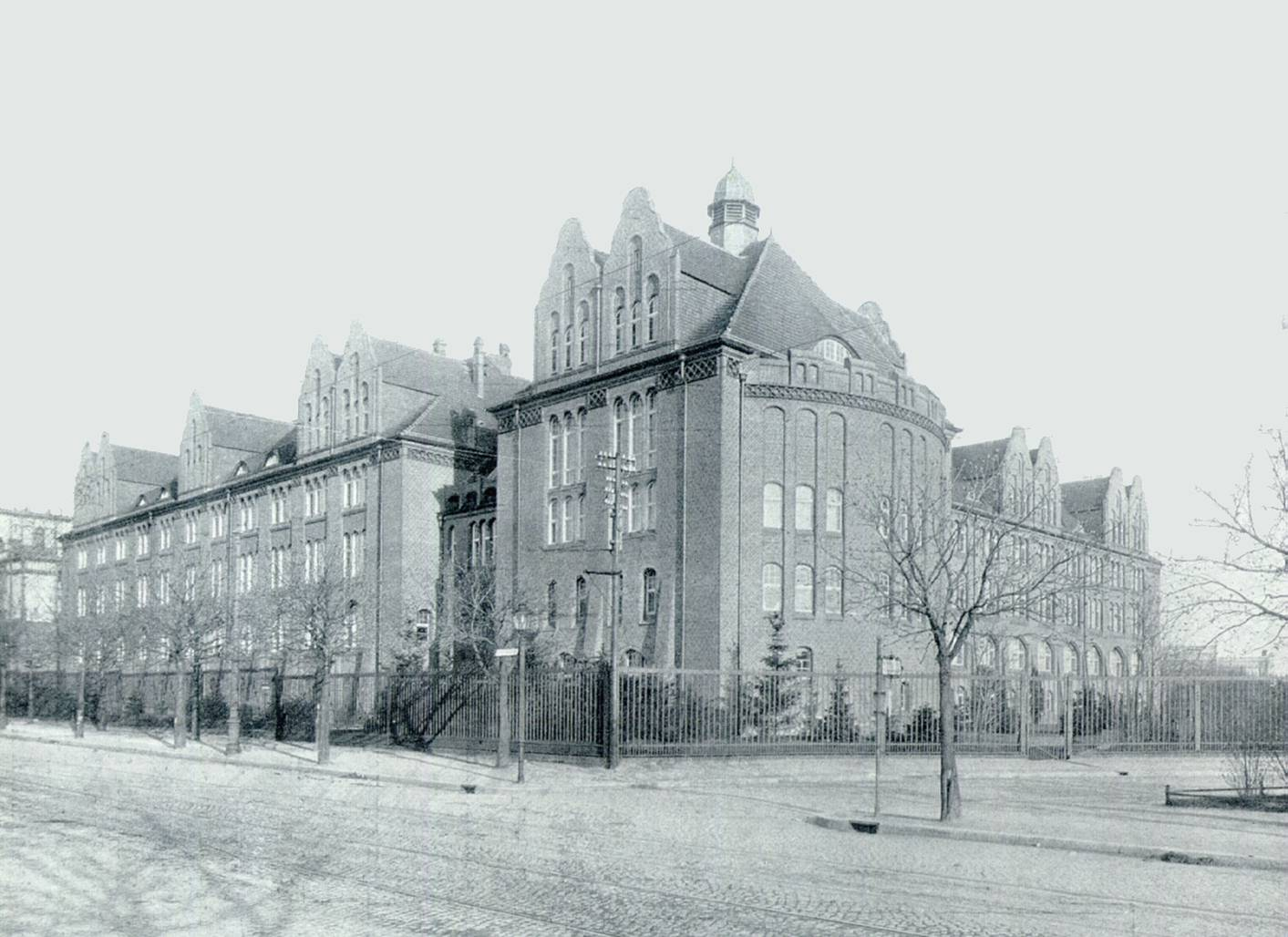
Здание для музея, гербария и библиотеки. Около 1905 года

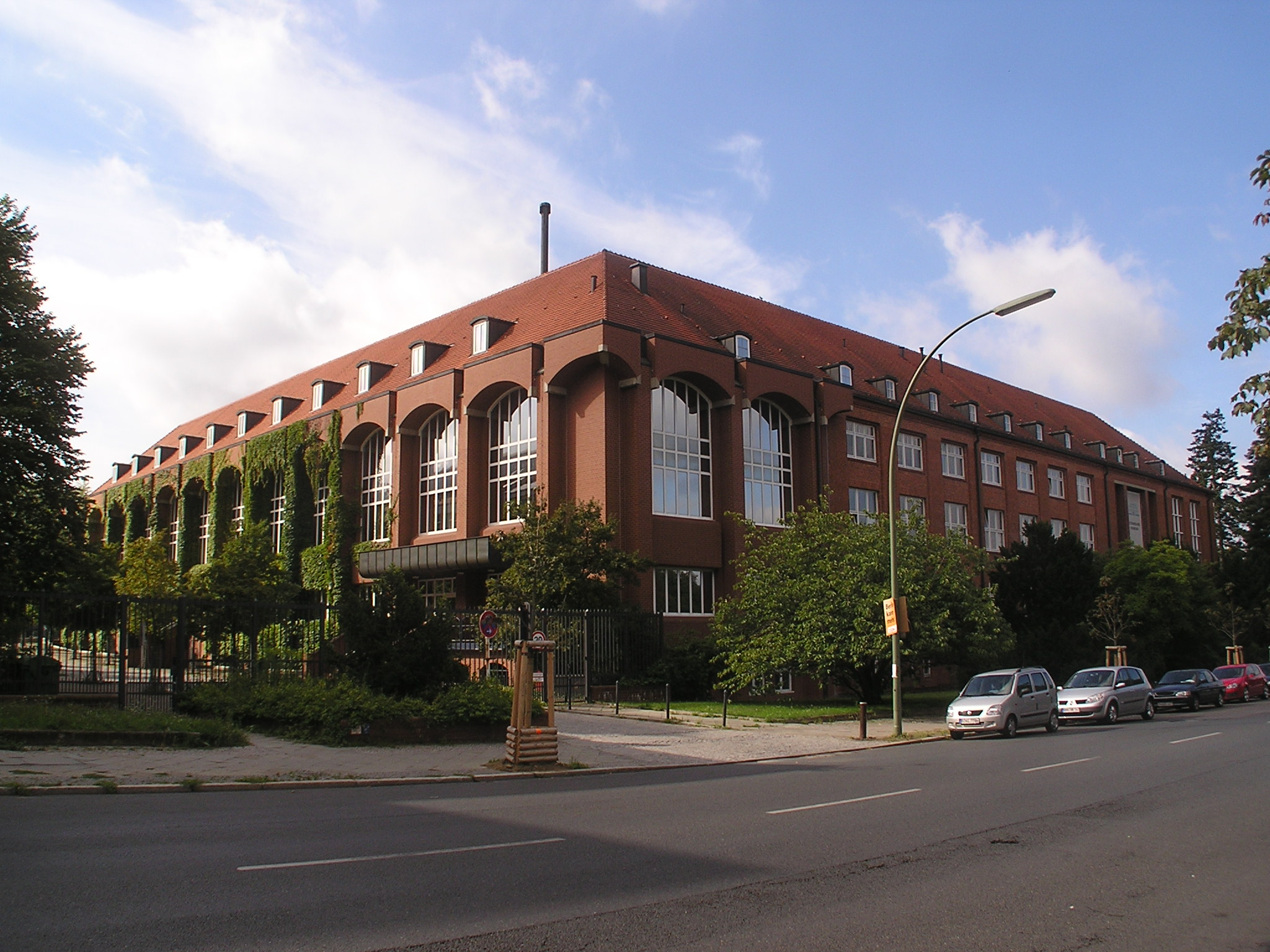
Ботанический музей с достроенным в 1987 году флигелем для гербария

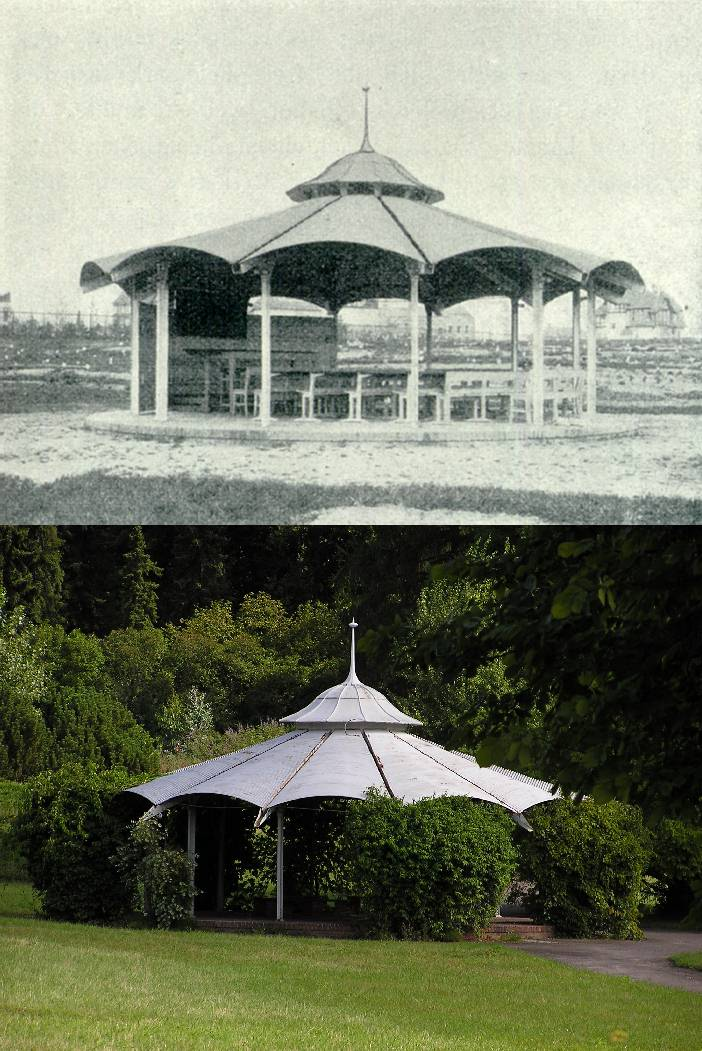
Беседка для докладов. Фото вверху около 1905 года, внизу на 100 лет позже

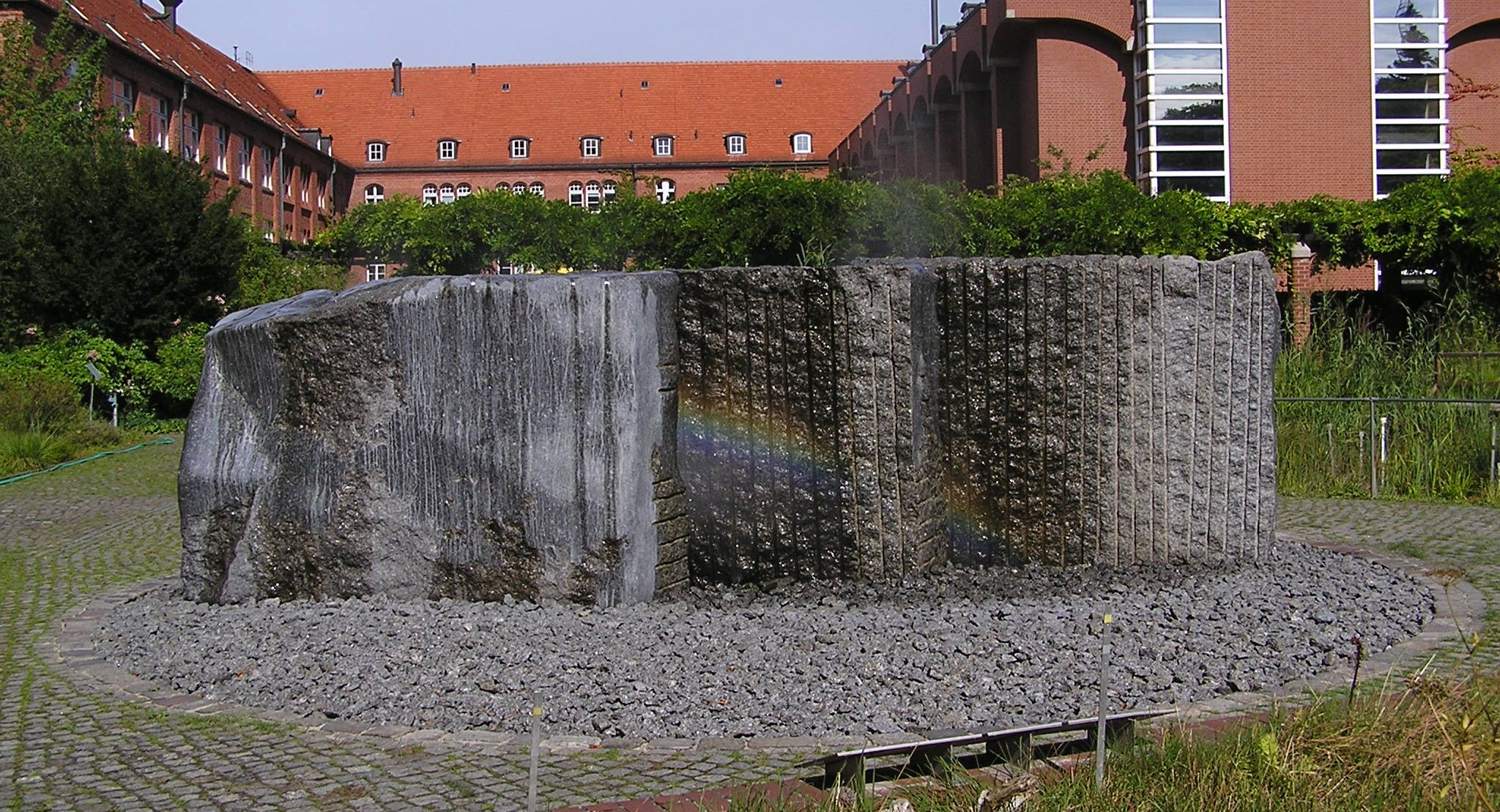
Фонтан работы японского скульптора Макато Фудзивара (Makato Fujiwara). 1987 год

## Галерея

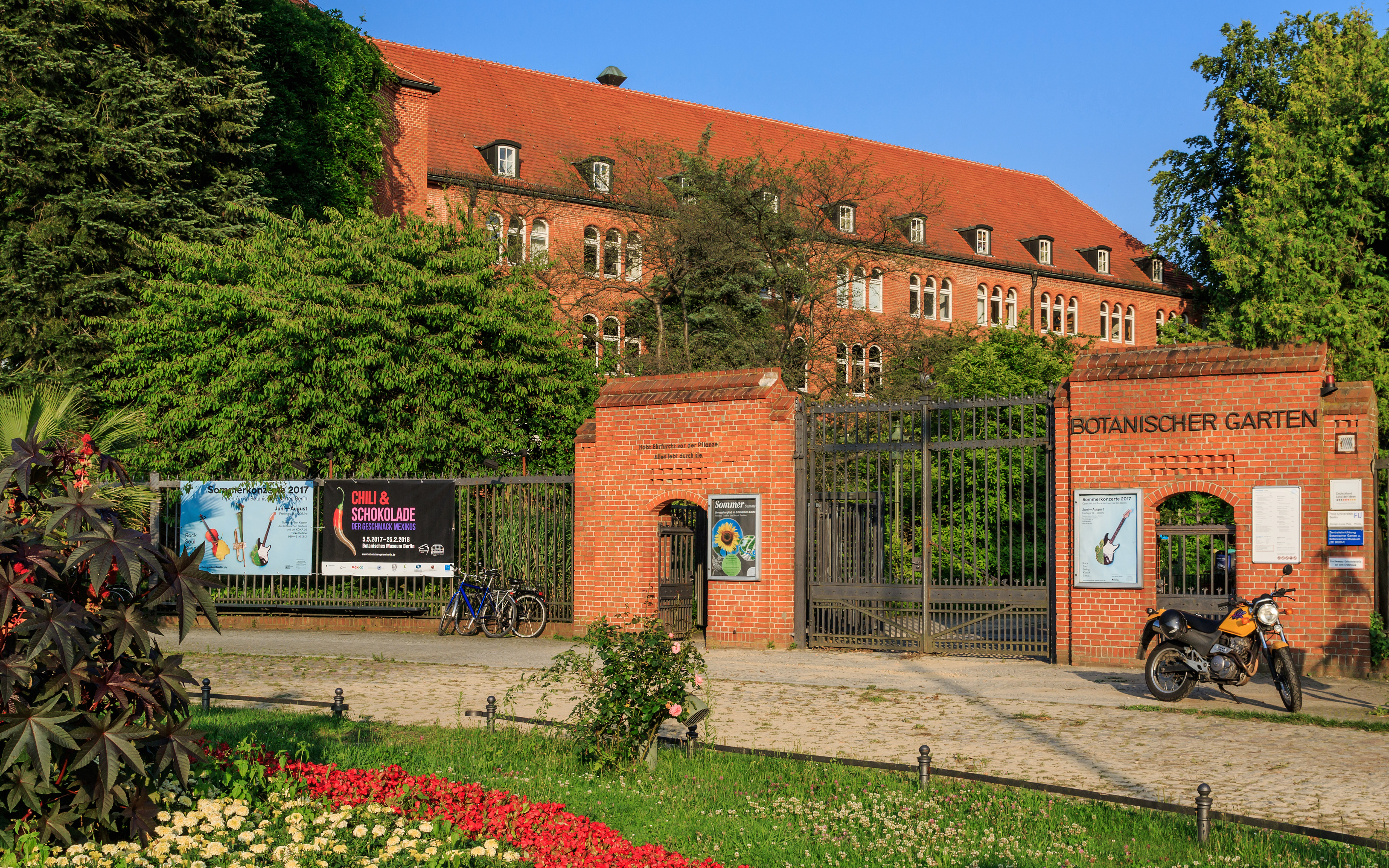
Главный вход в Ботанический сад
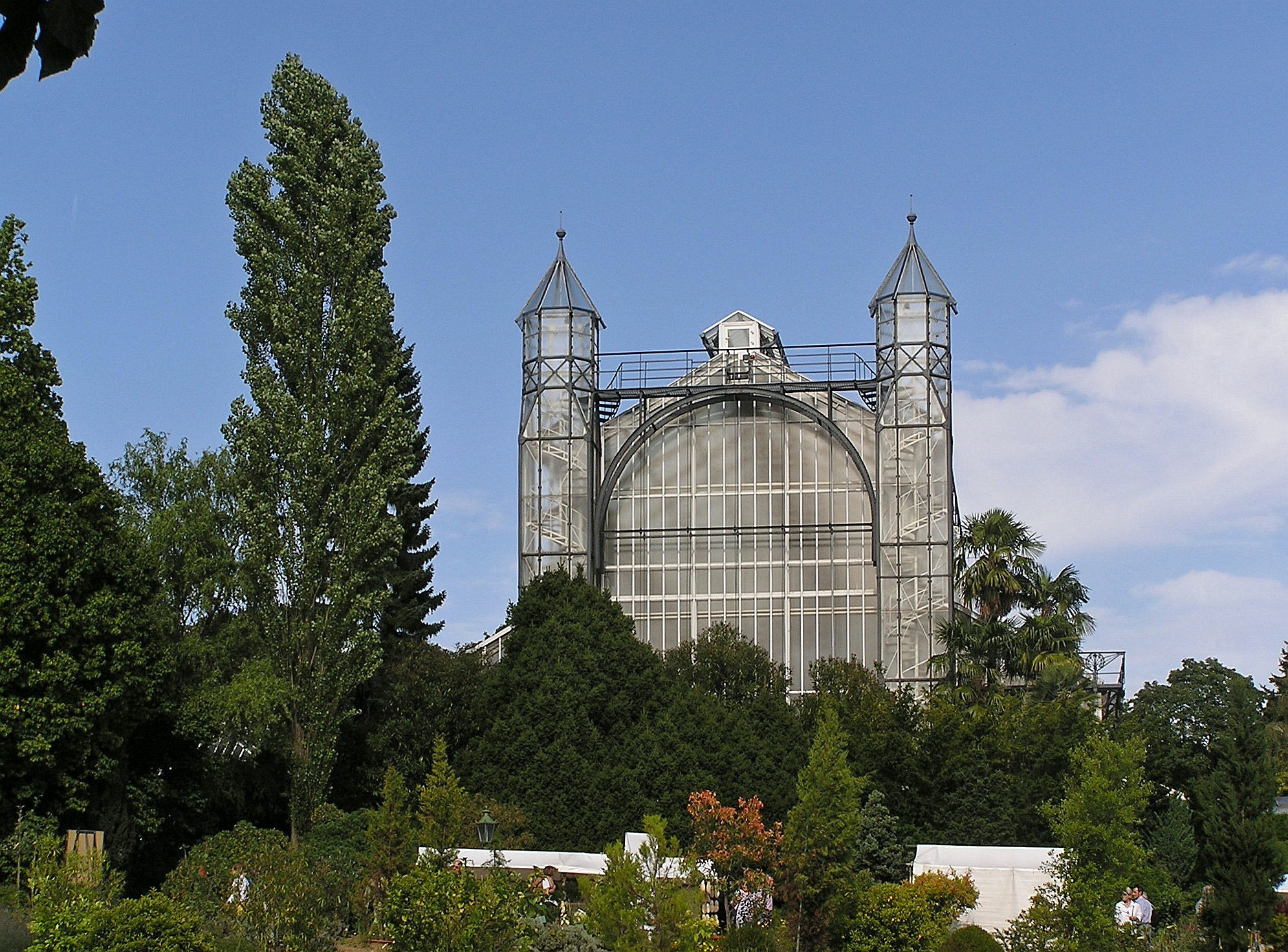
Павильон субтропиков

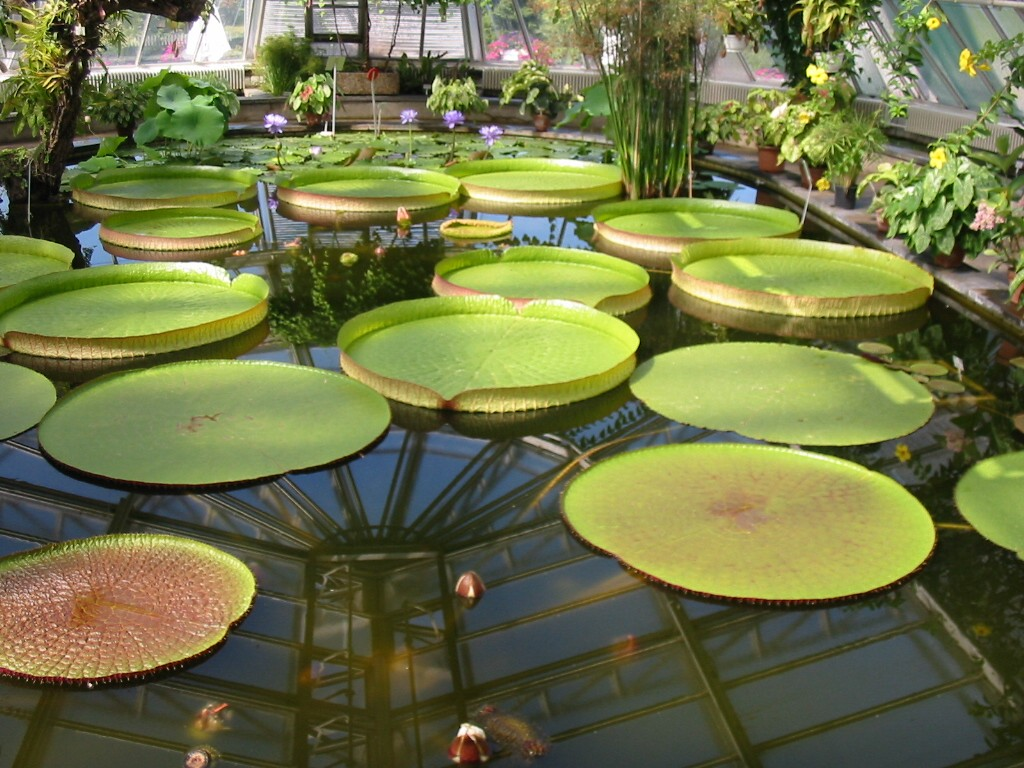
Виктория амазонская
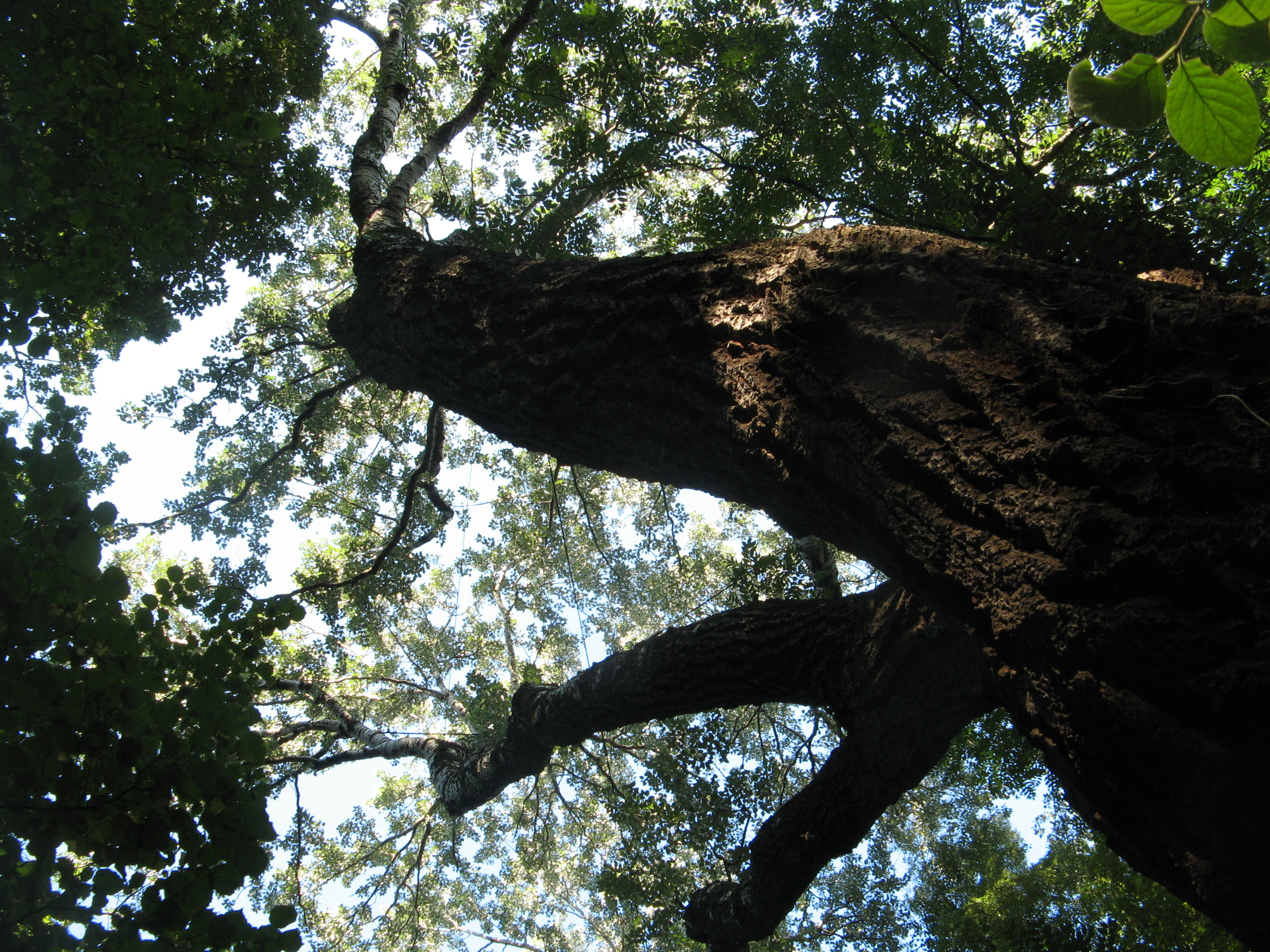
Старый серебряный тополь

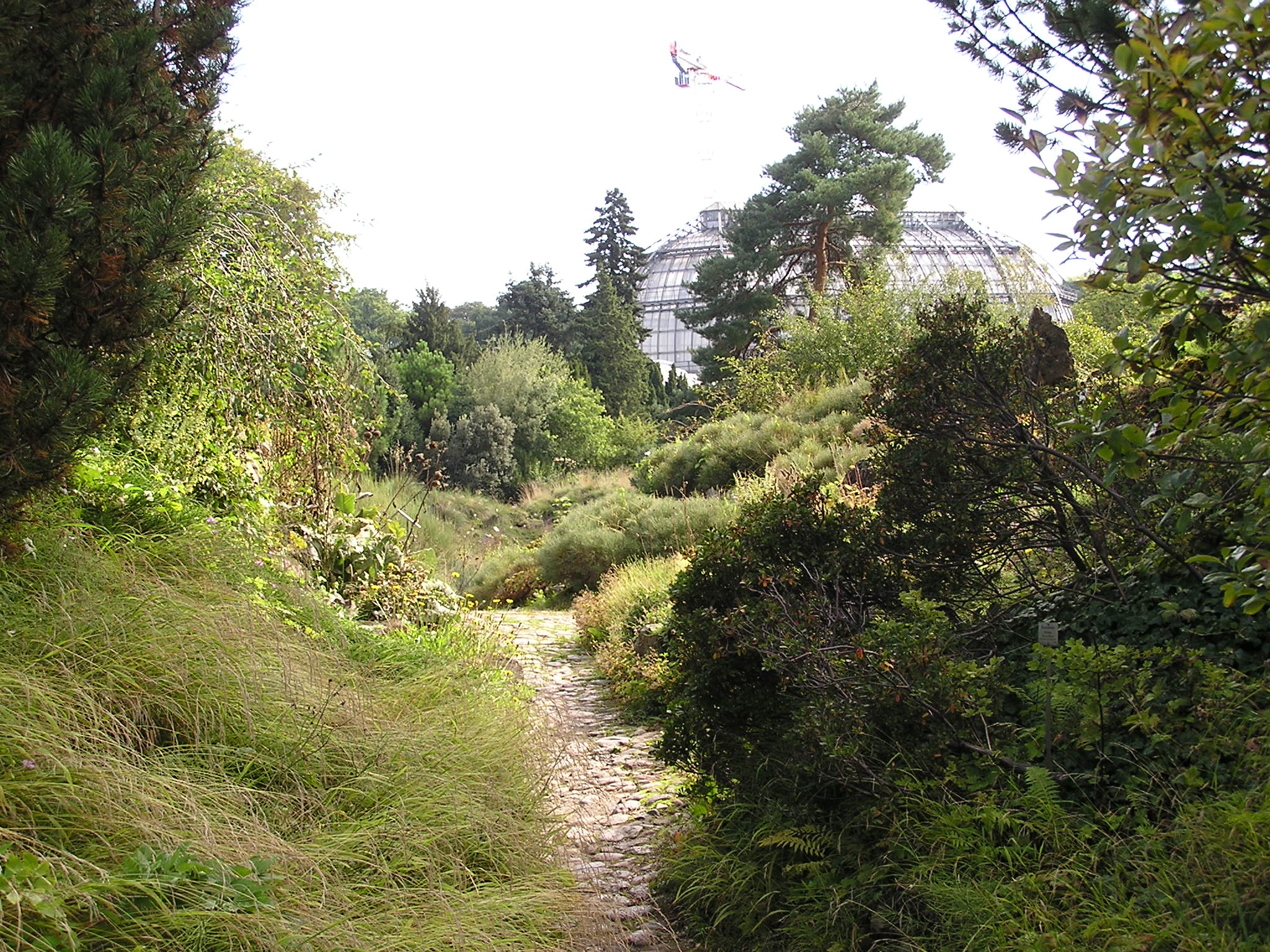
Альпийский ландшафт
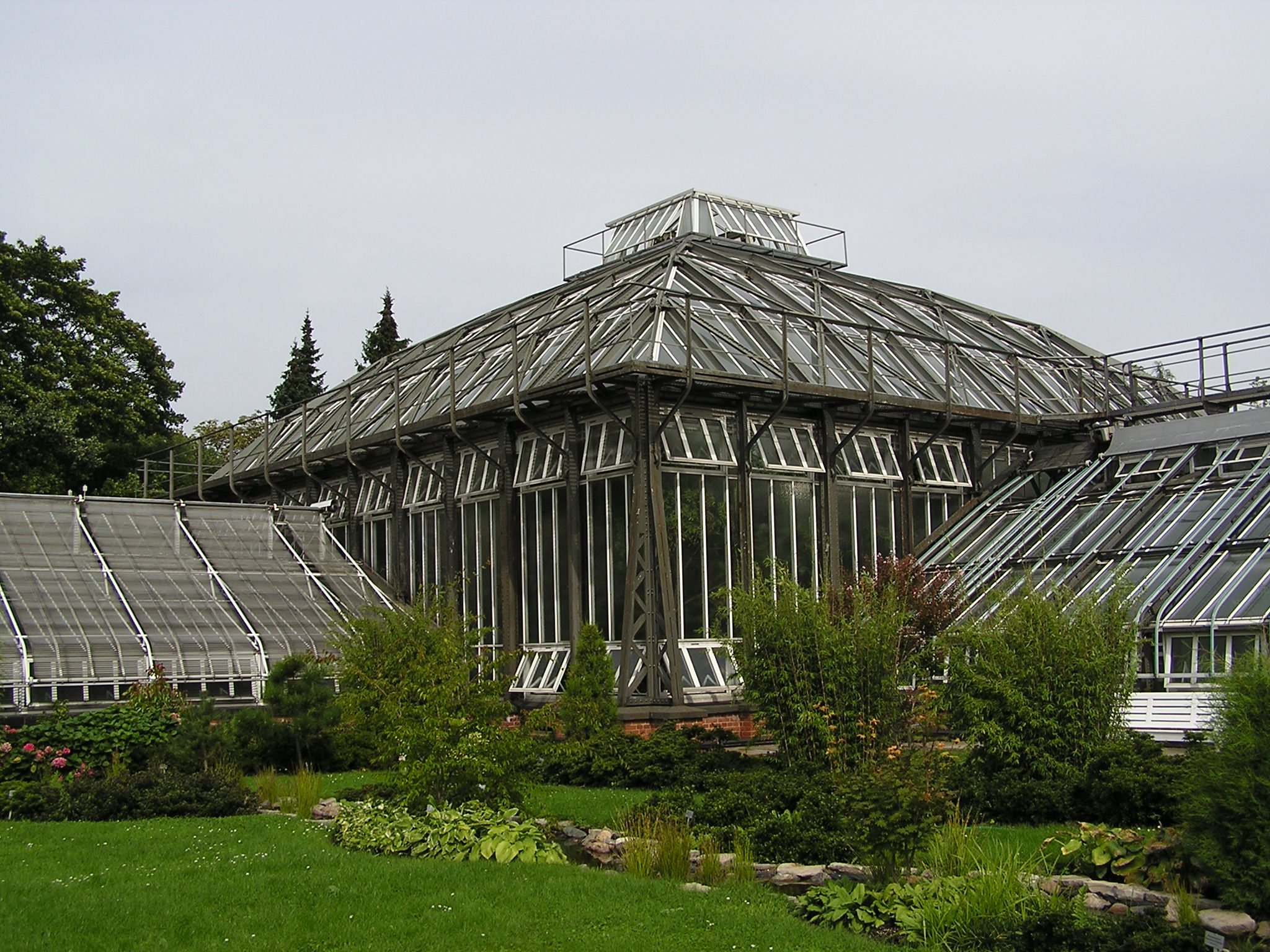
Теплица (Австралия, Новая Зеландия)

## Парковая скульптура

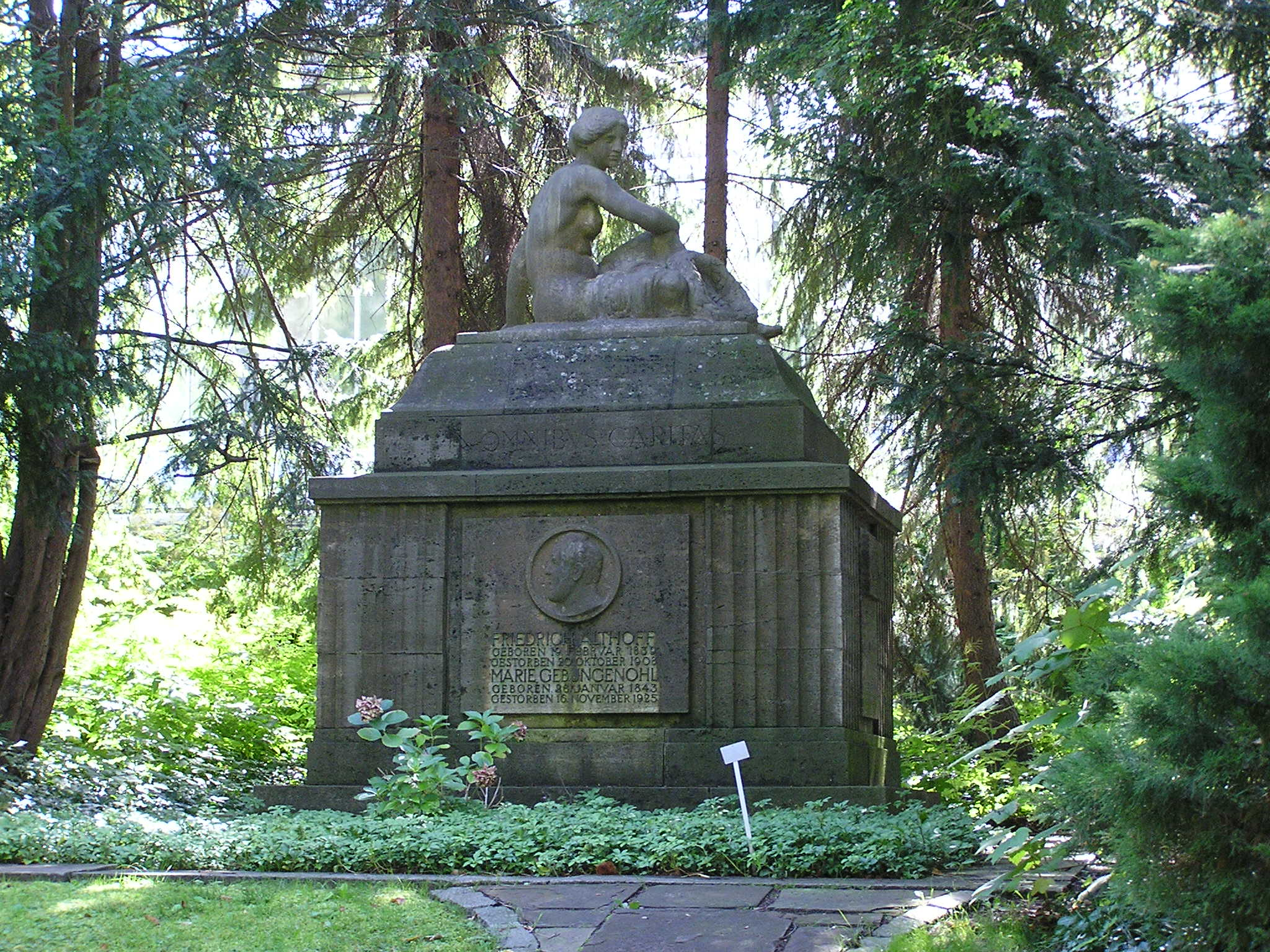
Надгробный памятник Фридриху Альтхофу. Скульптор Ханс Крюкеберг, искусственный камень

Фридрих Альтхоф (нем. Friedrich Althoff) референт по Высшей школе в прусском Министерстве культуры, поддерживавший строительство университетских зданий, по его собственному желанию был захоронен в 1908 году в ботаническом саду. В 1911 году ему был установлен надробный памятник, выполненный скульптором Хансом Крюкебергом (нем. Hans Krückeberg).
Берлинский ботанический сад украшают многочисленные работы различных скульпторов, созданные в разное время, например, в Итальянском саду — «Увлеченность» (1916), «Флейтист» (1928), «Девушка с олеандровой ветвью» (1928); под дубом неподалёку от входа — «Сеятель», между отделом лекарственных растений и систематическим — бронзовая скульптура «Юная девушка» Фрица Климша, фото 2008 года.